# Gerard Schwarz

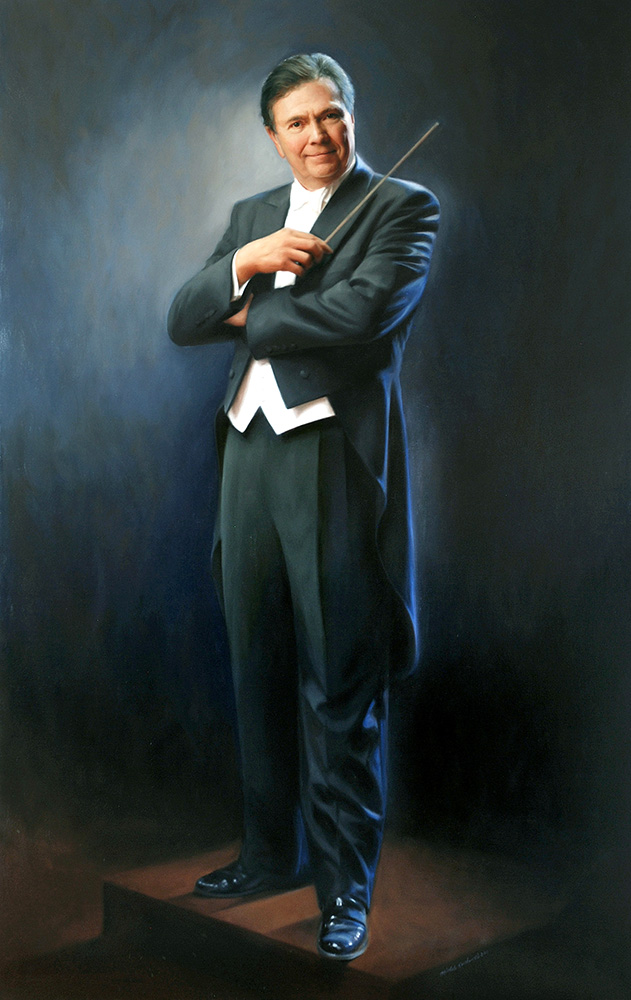
Gerard Schwarz; Ölgemälde auf Leinen von Michele Rushworth, in der Benaroya Hall in Seattle

Gerard Schwarz (* 19. August 1947 in Weehawken, New Jersey), Sohn in die Vereinigten Staaten ausgewanderter österreichisch-jüdischer Eltern, ist ein US-amerikanischer Dirigent und Trompeter.

## Jugend
Schwarz studierte an der High School of Performing Arts und an der Juilliard School of Music in New York Trompete und Musik. Nach seiner Studienzeit begann er seine Musikkarriere als Trompeter bei der New York Philharmonic unter dem Dirigenten Pierre Boulez und avancierte schnell zum Stimmführer der Bläser des Orchesters, dessen Position er bis 1973 bekleidete. Parallel dazu begann er sich aber auch schon ab 1966 als Dirigent weiter zu bilden und gewann 1971 einen Preis der Young Concert Artists International Auditions.

## Musikdirektor und Dirigent
Nach seiner Zeit als erster Trompeter bei der New York Philharmonic führte ihn sein Weg an verschiedene Orchester, die er gleichzeitig als Musikdirektor führte, so das Los Angeles Kammer Orchester (Los Angeles Chamber Orchestra) von 1978 bis 1986 und das jährlich stattfindende Mostly Mozart Festival am Lincoln Center in New York, welches er von 1982 bis 2001 leitete. Nach der Jahrtausendwende führte ihn sein Weg auch nach Großbritannien als Musikdirektor an das Royal Liverpool Philharmonic Orchestra (RLPO), dem er von 2001 bis 2006 vorstand. In derselben Zeit widmete er seine Zeit als musikalischer Berater auch der Orchard Hall in Verbindung mit dem Philharmonieorchester Tokio. Eine herausragende Bedeutung erhielt seine Tätigkeit bei der Seattle Symphony von 1985 bis 2011. Unter seiner Leitung erhöhte sich die künstlerische Qualität des Orchesters. Die Folge davon war, dass sich die Zahl der Abonnenten von 5.000 in 1983 auf 35.000 bis 2006 steigerte. Seiner Initiative ist auch der Bau einer neuen Spielstätte, der Benaroya Hall mit 2.500 Sitzplätzen zu verdanken, die das Orchester 1998 beziehen konnte. Andererseits war seine Tätigkeit auch von immer größeren Kontroversen mit einigen Orchestermitgliedern durch seine Art das Orchester zu leiten gekennzeichnet. 2007 wurde Schwarz zum Musikdirektor des Eastern Music Festival in North Carolina bestellt, an dem er schon seit 2005 als erster Dirigent gewirkt hatte. Nachdem er die Leitung des Festivals übernommen hatte, steigerten sich die Besucherzahlen zu neuen Rekordhöhen und er weitete das Studien- und Programmangebot weiter aus. So sorgte er dafür, dass ein ständiger Komponist für das Festival angestellt wurde und die Konzertserie auf drei weitere Konzerte erhöht wurde. Zudem vertiefte er die Zusammenarbeit mit dem Appalachian Summer Festival als künstlerischer Berater des Musikprogramms.

## Künstlerisches Wirken
Schwarz ist bekannt dafür, besonders die Werke lebender und verstorbener US-amerikanischer Komponisten in seinem Repertoire zu pflegen. Mehr als 100 Aufnahmen auf Tonträgern mit dem Seattle Symphony Orchestra, auf denen er amerikanische Komponisten wie zum Beispiel Walter Piston, Howard Hanson, William Schuman, Alan Hovhaness und David Diamond aufnahm, geben ein Zeugnis davon ab. Weltweit nahm er mit zahlreichen anderen Orchestern wie zum Beispiel der Česká filharmonie, dem Philadelphia Orchestra, dem Tokyo Philharmonic Orchestra, dem Deutschen Symphonie-Orchester Berlin und dem Orchestre National de France CDs auf. Hinzu kommen noch alle Sinfonien Mahlers und Richard Strauss’ Sinfonische Dichtungen mit dem Royal Liverpool Philharmonic Orchestra. 2003 nahm er das Cello-Konzert Julian Lloyd Webber und das Konzert für zwei Pauken von Philip Glass mit Evelyn Glennie und Jonathan Haas mit dem RLPO auf. Als Solist (Trompete) nahm er Werke von Franz Joseph Haydn und Johann Nepomuk Hummel auf.

## Ehrungen
1989 erhielt er den von der Columbia University verliehenen Ditson Conductors Award für seine Verdienste um die amerikanische klassische Musik. Zu seinen zahlreichen Ehrungen zählt die Wahl zum Dirigenten amerikanischer Musicals des Jahres 1994 als erstem Amerikaner, der diesen Preis gewonnen hat. Hinzu kommen 14 Grammy-Nominierungen und 5 Emmy-Nominierungen, wovon er für seine Interpretation von Mozarts Requiem Live from Lincoln Center mit der Seattle Symphony 4 gewann. 2010 wurde er von der Stadt Seattle wegen seiner hervorragenden Verdienste für die Stadt geehrt. 2011 benannte man den Platz vor der Benaroya Hall, der Spielstätte der Seattle Symphony, in „Gerard Schwarz Place“. Ein Ölgemälde von Schwarz, gemalt von Michele Rushworth, wurde im Foyer der Benaroya Hall 2011 feierlich enthüllt.